# Pretty Brown Eyes
"Pretty Brown Eyes" là một bài hát của nam nghệ sĩ ghi âm người Úc Cody Simpson. Đây là đĩa đơn đầu tiên từ album phòng thu thứ hai của Cody Simpson, Surfers Paradise. Bài hát được phát hành kỹ thuật số tại Úc vào ngày 23 tháng 4 năm 2012, và đã lọt được vào bảng xếp hạng của Anh, Canada và Ireland.

## Video âm nhạc
Video âm nhạc cho "Pretty Brown Eyes" được ra mắt trên kênh YouTube của Simpson vào ngày 22 tháng 4 năm 2013 với tổng độ dài hai phút và năm mươi mốt giây.

## Danh sách bài hát
| Tải kỹ thuật số | Tải kỹ thuật số     | Tải kỹ thuật số |
| STT             | Nhan đề             | Thời lượng      |
| --------------- | ------------------- | --------------- |
| 1.              | "Pretty Brown Eyes" | 2:48            |

## Xếp hạng
| Bảng xếp hạng (2013)                 | Vị trí cao nhất |
| ------------------------------------ | --------------- |
| Canada (Canadian Hot 100)            | 61              |
| Ireland (IRMA)                       | 75              |
| UK Singles (Official Charts Company) | 61              |

## Lịch sử phát hành
| Quốc gia | Ngày                | Định dạng       | Hãng đĩa         |
| -------- | ------------------- | --------------- | ---------------- |
| Úc       | 23 tháng 4 năm 2013 | Tải kỹ thuật số | Atlantic Records |
| Anh Quốc | 23 tháng 4 năm 2013 | Tải kỹ thuật số | Atlantic Records |